# Station Suminodo
Station Suminodō  (住道駅,  Suminodō-eki) is een spoorwegstation in de Japanse stad Daitō. Het wordt aangedaan door de Gakkentoshi-lijn. Het station heeft vier sporen, gelegen aan twee eilandperrons. Het is met 33.220 in- en uitstappers het drukste station van Daitō.

## Treindienst

### JR West
| 1,2 | ■ Gakkentoshi-lijn | richting Kyōbashi, Kita-Shinchi en Amagasaki |
| 3,4 | ■ Gakkentoshi-lijn | richting Shijōnawate, Matsuiyamate en Kizu   |

## Geschiedenis
Het station werd geopend in 1895. In de jaren ’70 en ’80 werd het station vernieuwd. In de jaren ’90 werd er een tweede eilandperron bijgebouwd. 

## Overig openbaar vervoer
Er bevindt zich een busstation nabij het station, waar er bussen van Kintetsu vertrekken.

## Stationsomgeving
Hoewel het station zich in de stad Daitō bevindt, ligt het nabij de stadsgrens met Higashiōsaka, waardoor er enkele publieke gebouwen van deze stad zich in de buurt van het station bevinden.
- Stadhuis van Higashiōsaka
- Bibliotheek van Higashiōsaka
- Centraal ziekenhuis van Daitō
- Pop Town Suminodo (winkelcentrum):
  - Daiei (warenhuis)
  - Keihan Suminodo (warenhuis)
- Izumiya (supermarkt)
- Suminodo winkelpromenade
- Kinki Osaka Bank
- Depandance van Sanyo
- Depandance van Kyocera
- Suminodo-brug
- Lawson
- FamilyMart
- MOS Burger

Kizu · Nishi-Kizu · Hōsono · Shimokoma · JR Miyamaki · Dōshisha-mae · Kyōtanabe · Ōsumi · Matsuiyamate · Nagao · Fujisaka · Tsuda · Kawachi-Iwafune · Hoshida · Higashi-Neyagawa · Shinobugaoka · Shijōnawate · Nozaki · Suminodō · Kōnoikeshinden · Tokuan · Hanaten · Shigino · Kyōbashi